# Independența (localidad de Constanța)
Independența (antiguamente Bairamdede) es una localidad rumana de la comuna homónima, en el condado de Constanța.

## Toponimia
El antiguo nombre del lugar puede encontrarse escrito con las grafías Bairam-Dede y Bairamdede. Pasó a llamarse Independența.

## Historia
Hacia comienzos del siglo XX la localidad, que ya por entonces pertenecía al condado de Constanța, formaba parte de la comuna homónima de Bairam-Dede y tenía contabilizada una población de 908 habitantes, entre los que había turcos, rumanos y búlgaros.
En la segunda mitad del siglo XX la localidad formaba parte de la comuna homónima de Independența. En el censo de 2021 la localidad tenía una población de 1062 habitantes.